# Садаковы (Кирово-Чепецкий район)
 Садаковы  — деревня в Кирово-Чепецком районе Кировской области в составе Пасеговского сельского поселения.

## География
Расположена на расстоянии примерно 3 км по прямой на запад от центра поселения села Пасегово.

## История
Известна с 1722 года как деревня Алалыкинская с 1 двором, в 1764 14 жителей. В 1873 году в деревне (Алалыкинская 2-я или Сивухины) дворов 5 и жителей 40, в 1905 5 и 43, в 1926 (Садаковы или Сивухины, Алалыкинский 2-й) 7 и 35, в 1950 5 и 34, в 1989 3 постоянных жителя. Настоящее название утвердилось с 1939 года.

## Население
Постоянное население не было учтено как в 2002 году, так и в 2010.